# Cacau
O cacaueiro (nome científico: Theobroma cacao) é a árvore perenifólia que dá origem ao fruto chamado cacau.
Pertencente à família Malvaceae, o cacaueiro é originário do Brasil dentre a chuvosa Bacia do rio Amazonas, localizada na América do Sul. Em ambientes sombreados de floresta e sem poda humana, sua altura pode chegar a 20 metros, contudo, em condições de cultivo usualmente sua altura varia de 3 a 5 metros.
O cacau é a principal matéria-prima do chocolate, feito por meio da torra e moagem das suas amêndoas secas em processo industrial ou caseiro. Outros subprodutos do cacau incluem sua polpa, suco, geleia, destilados finos, sorvete e mel de cacau. Do cupuaçu (Theobroma grandiflorum), espécie da mesma família do cacau, produz-se o cupulate, doce bastante similar ao chocolate.

## Origem do nome

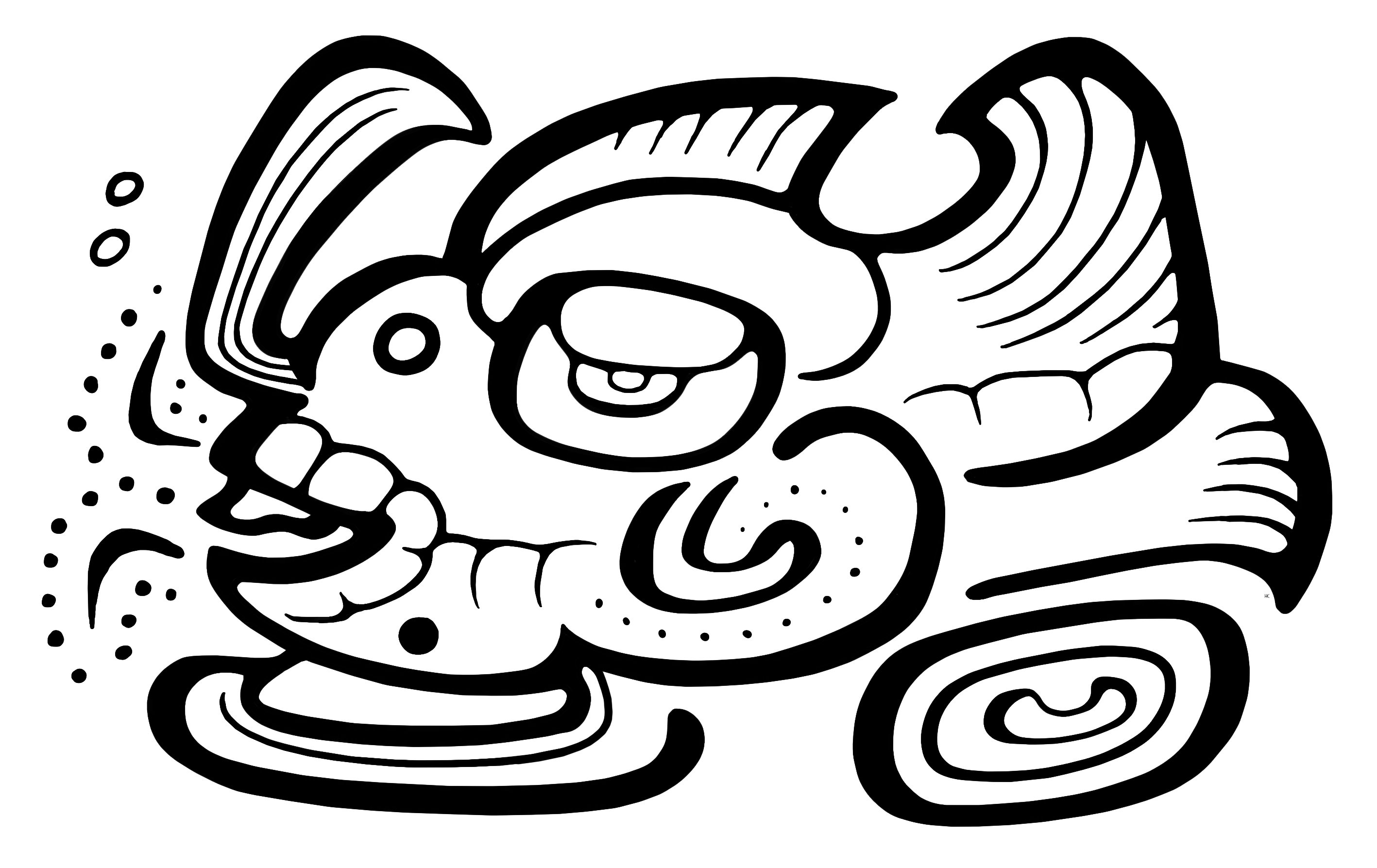
Cacau em escrita maia.

A civilização Maia e mexicana (principalmente a Asteca), de mesma raiz, possuía dois vocábulos (kab e kaj) que, numa mesma palavra, formavam a expressão suco amargo picante (kabkaj) um sabor bastante apimentado. Segundo historiadores e desenvolvedores da geografia como o foi Américo Vespúcio, do Novo Mundo, o nome atual foi praticamente dado por Cristóvão Colombo, apreciador do chocolate com gosto apimentado, e foi um dos primeiros a levar o conhecimento ao Velho Mundo, espalhando a planta, por onde andava. Assim, a bebida originada deste suco era nomeada de kabkajatl (segundo Cristóvão Colombo, onde as três últimas letras desta palavra significavam "líquido"). Os espanhóis colonizadores tinham dificuldades de pronunciar a palavra e sempre colocavam um hu nas palavras dos índios mexicanos. Desta maneira, a palavra acabou transformando-se em kabkajuatl e, futuramente, pela ação popular, em cacauatl.
A cacauatl foi modificada pelos espanhóis, passando a ser tomada quente e com leite e açúcar, basicamente, uma vez que se juntou muitos outros produtos para retirar o gosto apimentado, que nem sempre é apreciado pelo consumidor comum. Recebeu, então, um novo nome: chacauhaa (chacau = quente; haa = bebida). Depois, houve confusão entre as palavras, das bebidas quente e fria, dando origem a palavra "chocolate".

## História
O cacau é originário da bacia hidrográfica do rio Amazonas, tendo sido dispersado para as regiões tropicais da América Central e do Norte.
Para as civilizações mesoamericanas pré-colombianas, as sementes do cacau constituíam uma bebida ritual e uma moeda de troca de alta importância. Recipientes de cerâmica com resíduos da preparação do cacau foram descobertos em sítios arqueológicos datados do Período Formativo (1900-900 a.C.). Por exemplo, um achado desse tipo em um sítio arqueológico Olmeca na costa de Veracruz, no México, indica que povos pré-olmecas já preparavam o cacau em 1750 a.C.
O chocolate (chocolatl, em língua náuatle) era uma bebida de sabor amargo, preparada a partir das sementes torradas e moídas misturadas com água. Registros relatam a bebida como sendo muito consumida pela nobreza do Império Asteca, que requisitava sementes de cacau como parte do tributo cobrado de populações subjugadas. Como a bebida nessa forma toma um sabor amargo, era comum que se misturasse outros ingredientes durante o preparo, incluindo flores, mel, pimenta, e baunilha, mascarando o amargor e mudando a cor do líquido de branca para laranja, vermelha ou amarronzada.
No Brasil, ele foi cultivado primeiramente na Amazônia, onde já existia em estado natural, próximo ao clima do México, devido ao rio Amazonas. Depois, pelo rio Amazonas, passou para o Pará e pelo mar chegou finalmente à Bahia, onde melhor se adaptou ao solo e ao ambiente marinho, e causou o chamado "boom" da década de 1930, durante o Ciclo do cacau (ver: História da alimentação no Brasil e História da agricultura no Brasil).
A casca é rica em antioxidantes, pectina e minerais, sendo isenta de lactose, açúcar, glúten e cafeína. Pode ser usada na alimentação (tanto humana quanto animal) na produção de adsorventes, fertilizantes orgânicos dentre outros produtos. A casca também tem uso medicinal fitoterápico. Suas folhas são comestíveis (PANC - Plantas alimentícias não convencionais) e são consumidas em comunidades quilombolas, como o quilombo Batateiras em Cairu (BA).

## Reprodução
O cacaueiro é uma planta de clima quente e úmido que prefere o solo argilo-arenoso. Esta árvore possui duas fases de produção de frutos: temporão (março a agosto) e safra (setembro a fevereiro). O fruto é produzido ao longo do caule, não se restringindo às regiões apicais e axilares dos ramos (caulifloria). Sua propagação se dá por sementes (seminal/sexuada) e de forma vegetativa (assexuada). Por ser uma planta tolerante à sombra, vegeta bem em sub-bosques e matas raleadas sendo, portanto, uma cultura extremamente conservacionista de solos, fauna e flora. Pouco mecanizada, é uma cultura que proporciona um alto grau de geração de emprego. Encontrou no sul da Bahia um dos melhores solos e clima para a sua expansão.
|           |         |         |         |        |
| Sementes. | Árvore. | Folhas. | Flores. | Fruto. |

## Cultivo econômico
Em 2016, cacau foi cultivado em cerca de 11 milhões de hectares em todo o mundo. De acordo com a FAO, os dez maiores produtores mundiais em 2022 foram:
| Posição, País        | Produção (toneladas métricas) |
| -------------------- | ----------------------------- |
| Costa do Marfim      | 2 230 000                     |
| Gana                 | 1 108 662,93                  |
| Indonésia            | 667 296                       |
| Equador              | 337 149,41                    |
| Camarões             | 300 000                       |
| Nigéria              | 280 000                       |
| Brasil               | 273 873                       |
| Peru                 | 171 176,75                    |
| República Dominicana | 75 900                        |
| Colômbia             | 62 158                        |
| Mundo                | 5 874 581,94                  |

Em 2018, o cultivo global de grãos de cacau movimentou uma economia de 9,94 bilhões de dólares. Neste mercado, foi estimado um crescimento composto de 7,3% ao ano de 2019 até 2025.

## Patógenos
Entre os patógenos da planta do cacau se encontram as espécies Moniliophthora perniciosa (causador da vassoura-de-bruxa), Phytophthora palmivora, P. capsici, P. citrophthora, P. heveae, Ceratocystis cacaofunesta, C. paradoxa, e C. fimbriata.

## Cacau e conservação

### Cacau cabruca

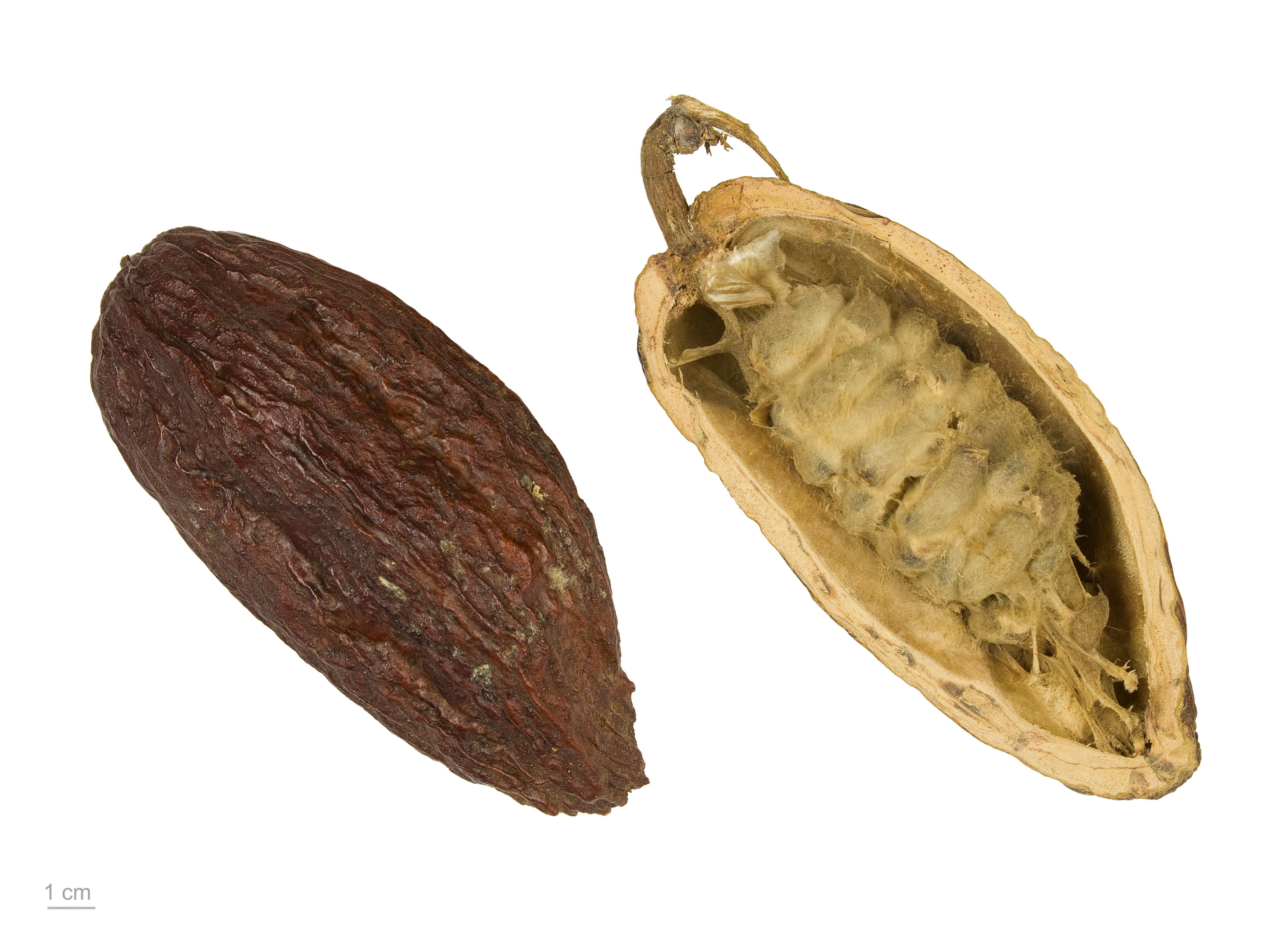
Theobroma cacao - MHNT

Por ser plantado por mais de 200 anos, no Estado da Bahia, à sombra da floresta, o cultivo do cacaueiro foi responsável pela conservação de grandes corredores de mata atlântica. Este sistema de cultivo é conhecido como "cacau cabruca", corruptela do termo "brocar" (ralear). Nele, o sub-bosque da mata é "brocado" (removido) e substituído por mudas de cacaueiro, tradicionalmente plantadas aleatoriamente. As mudas crescem e passam a produzir seus frutos sob a proteção do vento e sombra das árvores da Mata Atlântica.
Em um levantamento realizado em cabrucas por Lobão, em 2007 no sul baiano, foram encontradas integradas ao sistema cacau-cabruca espécies de árvore consideradas raras, como o jequitibá-rosa (Cariniana legalis), o pau-brasil (Caesalpinea echinata), que é uma espécie ameaçada de extinção e a gameleira (Ficus gomelleira), que é uma espécie de importância sócio-ecológica, já que seus ramos jovens servem de alimento à preguiças e práticas religiosas afro-brasileiras estão associadas a ela. É digno de nota o fato de que maior jequitibá-rosa de que se tem notícia atualmente foi encontrado em um sistema cacau cabruca na região cacaueira da Bahia.
Recentemente, foi criado o Instituto Cabruca que, junto com outras instituições ambientalistas, vem desenvolvendo projetos de pesquisas e extensão sobre o tema, estudando formas de manter essa vegetação nativa associada ao cacau.

## Fermentação do cacau
As sementes do cacau são os ingredientes fundamentais para a produção da manteiga de cacau, do liquor de cacau e do chocolate, alimentos cuja qualidade depende principalmente dos fatores genéticos e ambientais do cacau, como também do pré-processamento do fruto, que compreende a colheita e abertura do mesmo, a retirada das sementes, a extração da polpa, a fermentação das sementes e a secagem e o armazenamento das amêndoas, etapas que ocorrem ainda na fazenda.
Após a realização das etapas de pré-processamento do cacau, as amêndoas seguem para as indústrias produtoras de chocolate, onde vão ser torradas e utilizadas para a obtenção do liquor, manteiga e pó de cacau, bem como dos produtos achocolatados.
A etapa de fermentação do cacau é de vital importância para a redução do amargor e da adstringência do fruto, bem como para o desenvolvimento dos precursores do sabor, aroma e cor do chocolate, sendo que nenhuma outra etapa posterior é capaz de corrigir as falhas nessa etapa ou melhorar a qualidade do chocolate. Durante essa fase, iniciam-se importantes transformações físicas, bioquímicas e estruturais das sementes do cacau, por meio de uma série de reações químicas mediadas por microrganismos.
No interior do cacau praticamente não existem microrganismos. Esses seres vivos são inoculados no fruto quando o mesmo tem a sua casca quebrada para a retirada da polpa, que entra em contato com o facão utilizado para a quebra, com as mãos dos trabalhadores, com o ar e com os equipamentos e materiais utilizados no transporte e na fermentação das sementes, que não são estéreis. A polpa do cacau é rica em açúcares fermentáveis, como glicose e frutose, água, pectina e ácido cítrico, e constitui um substrato favorável para a proliferação dos microrganismos inoculados. Entretanto, nem todos os microrganismos que entram em contato com a polpa se desenvolvem, já que as condições de fermentação selecionam os microrganismos dominantes do processo fermentativo, que são as leveduras e bactérias láticas e acéticas.
Após a quebra do fruto e a remoção de sua polpa contendo as sementes, as mesmas devem ser transferidas para recipientes limpos que irão transportar o cacau para os locais de fermentação. A fermentação geralmente é realizada em caixas de madeira, conhecidas como cochos de fermentação, que contém orifícios no seu interior de 0,6 a 1 cm de diâmetro para a drenagem dos líquidos liberados durante o processo fermentativo. Folhas de bananeira podem ser inseridas dentro das caixas de madeira para que ocorra uma inoculação natural de leveduras, os microrganismos iniciais da fermentação. Isso porque o alto teor de açúcares (sacarose, glicose e frutose) e o baixo teor de oxigênio na polpa favorecem o crescimento dos mesmos, que fermentam a glicose e a frutose em etanol, metabólito que atinge a sua concentração máxima após as primeiras 24 horas do processo fermentativo. A principal espécie de levedura atuante no processo fermentativo é o microrganismo Saccharomyces cerevisiae (S. cerevisiae), embora dez outras espécies de leveduras também estejam presentes na polpa.
S. cerevisiae também hidrolisa a pectina que recobre as sementes, o que permite a difusão do oxigênio do ar dentro da polpa. O aumento da concentração de oxigênio juntamente com o aumento da temperatura ocasionada pela reação de formação do etanol favorece o crescimento de bactérias láticas, principalmente as do gênero Streptococcus e Lactobacillus, após as primeiras 48 horas do início da fermentação pelas leveduras, que passam a ter morte celular significativa devido a toxicidade do etanol sobre o seu metabolismo. A partir desse período, ácido lático começa a ser produzido pelas bactérias láticas, uma reação exotérmica que aumenta ainda mais a temperatura da caixa de fermentação.
As sementes devem sofrer revolvimentos constantes a cada 24 horas, para que ocorra a aeração da polpa, o que contribui para a sucessão ecológica dos microrganismos atuantes do processo fermentativo.
Após 24 horas do início da colonização da polpa do cacau pelas bactérias láticas, a concentração de ácido lático faz com que o PH da polpa decresça, e esse efeito juntamente com o aumento da concentração de oxigênio e temperatura da caixa de fermentação - que varia de 40º a 50 °C - favorece o crescimento de bactérias acéticas, principalmente as do gênero Acetobacter e Gluconobacter. Esses microrganismos oxidam o etanol anteriormente produzido pelas leveduras em ácido ácetico, e por volta do 5º dia do processo fermentativo já é possível sentir o cheiro de vinagre na caixa de fermentação.
Os ácidos produzidos pelos microrganismos durante a fermentação se difundem pro interior da semente, ocasionando a morte do gérmen, e com a perda do poder germinativo a semente do cacau se torna uma amêndoa. A morte do gérmen é acompanhada da degradação da parede celular que o recobre, o que faz com que os compostos fenólicos ali presentes (responsáveis pelo amargor e adstringência do cacau) se difundam por toda a amêndoa, onde encontram enzimas como a polifenoloxidade e a peroxidase, que os oxidam. Os produtos formados possuem coloração vermelho-castanho e podem sofrer reações de complexação com os peptídeos presentes na amêndoa, o que diminui a solubilidade dos compostos fenólicos e, consequentemente, o amargor e a adstringência do cacau. Os açúcares redutores formados pela hidrólise da sacarose pelos microrganismos, bem como os aminoácidos livres hidrofóbicos liberados após a morte do gérmen, também contribuem para o desenvolvimento do sabor e aroma do chocolate.

O término da fermentação é definido pela coloração vermelho-castanho das amêndoas e pela estabilização da temperatura na caixa de fermentação, e o processo fermentativo geralmente dura até 7 dias. Após a fermentação, as amêndoas são transportadas para os locais de secagem, para reduzir a umidade proveniente dos ácidos formados pelos microrganismos. Posteriormente, as mesmas são transportadas até as indústrias produtoras de chocolate, onde vão ser processadas e dar origem aos alimentos derivados do cacau.

## Na cultura popular
- O livro Gabriela, Cravo e Canela, escrito por Jorge Amado e lançado no final dos anos 50, aborda a cultura do plantio de cacau. A obra ganhou duas adaptações em formato de telenovela, uma em 1975 e outra em 2012, ambas produzidas pela TV Globo.[26][27]
- A telenovela Renascer, escrita por Benedito Ruy Barbosa e exibida pela TV Globo em 1993, também usa a cultura do cacau como pano de fundo para a história principal. A obra se passa em Ilhéus, Bahia e ganhou uma nova versão em 2024 adaptada por Bruno Luperi.[28][29]